# Kanton Venarey-les-Laumes
Venarey-les-Laumes is een voormalig kanton van het Franse departement Côte-d'Or. Het kanton maakte deel uit van het arrondissement Montbard. Het werd opgeheven bij decreet van 18 februari 2014, met uitwerking op 22 maart 2015.

## Gemeenten
Het kanton Venarey-les-Laumes omvatte de volgende gemeenten:
- Alise-Sainte-Reine
- Boux-sous-Salmaise
- Bussy-le-Grand
- Charencey
- Corpoyer-la-Chapelle
- Darcey
- Flavigny-sur-Ozerain
- Frôlois
- Gissey-sous-Flavigny
- Grésigny-Sainte-Reine
- Grignon
- Hauteroche
- Jailly-les-Moulins
- Marigny-le-Cahouët
- Ménétreux-le-Pitois
- Mussy-la-Fosse
- Pouillenay
- La Roche-Vanneau
- Salmaise
- Source-Seine
- Thenissey
- Venarey-les-Laumes (hoofdplaats)
- Verrey-sous-Salmaise